# Huntsville (Texas)
Huntsville es una ciudad ubicada en el condado de Walker en el estado estadounidense de Texas. Según el Censo de 2010, tenía una población de 38.548 habitantes y una densidad poblacional de 409,39 habitantes por km².

## Geografía
Huntsville se encuentra ubicada en las coordenadas 30°42′21″N 95°33′10″O / 30.70583, -95.55278. Según la Oficina del Censo de los Estados Unidos, Huntsville tiene una superficie total de 94.16 km², de la cual 92.87 km² corresponden a tierra firme y (1.38%) 1.3 km² es agua.

## Demografía
Según el censo de 2010, había 38.548 personas residiendo en Huntsville. La densidad de población era de 409,37 hab./km². De los 38.548 habitantes, Huntsville estaba compuesto por el 62.65% blancos, el 25.42% eran afroamericanos, el 0.42% eran amerindios, el 1.36% eran asiáticos, el 0.05% eran isleños del Pacífico, el 7.94% eran de otras razas y el 2.16% pertenecían a dos o más razas. Del total de la población el 18.71% eran hispanos o latinos de cualquier raza.

## Gobierno
Huntsville tiene la sede administrative y oficinas del Departamento de Justicia Criminal de Texas (TDCJ). Las prisiones del TDCJ en Huntsville son la Unidad de Huntsville, la Unidad Byrd, la Unidad Goree, y la Unidad Wynne. TDCJ tiene una "transfer unit," Unidad Holliday, en Huntsville.

## Educación
El Distrito Escolar Independiente de Huntsville gestiona escuelas públicas en Huntsville.

## Galería

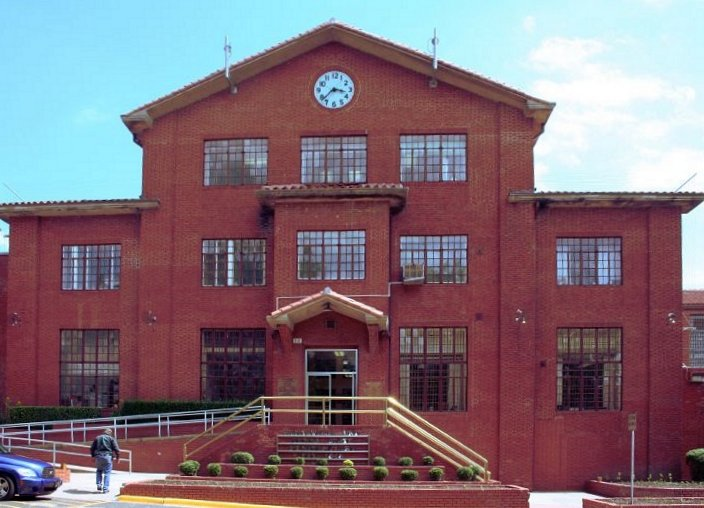
La Unidad de Huntsville, una prisión del Departamento de Justicia Criminal de Texas.
Mapa de Huntsville.
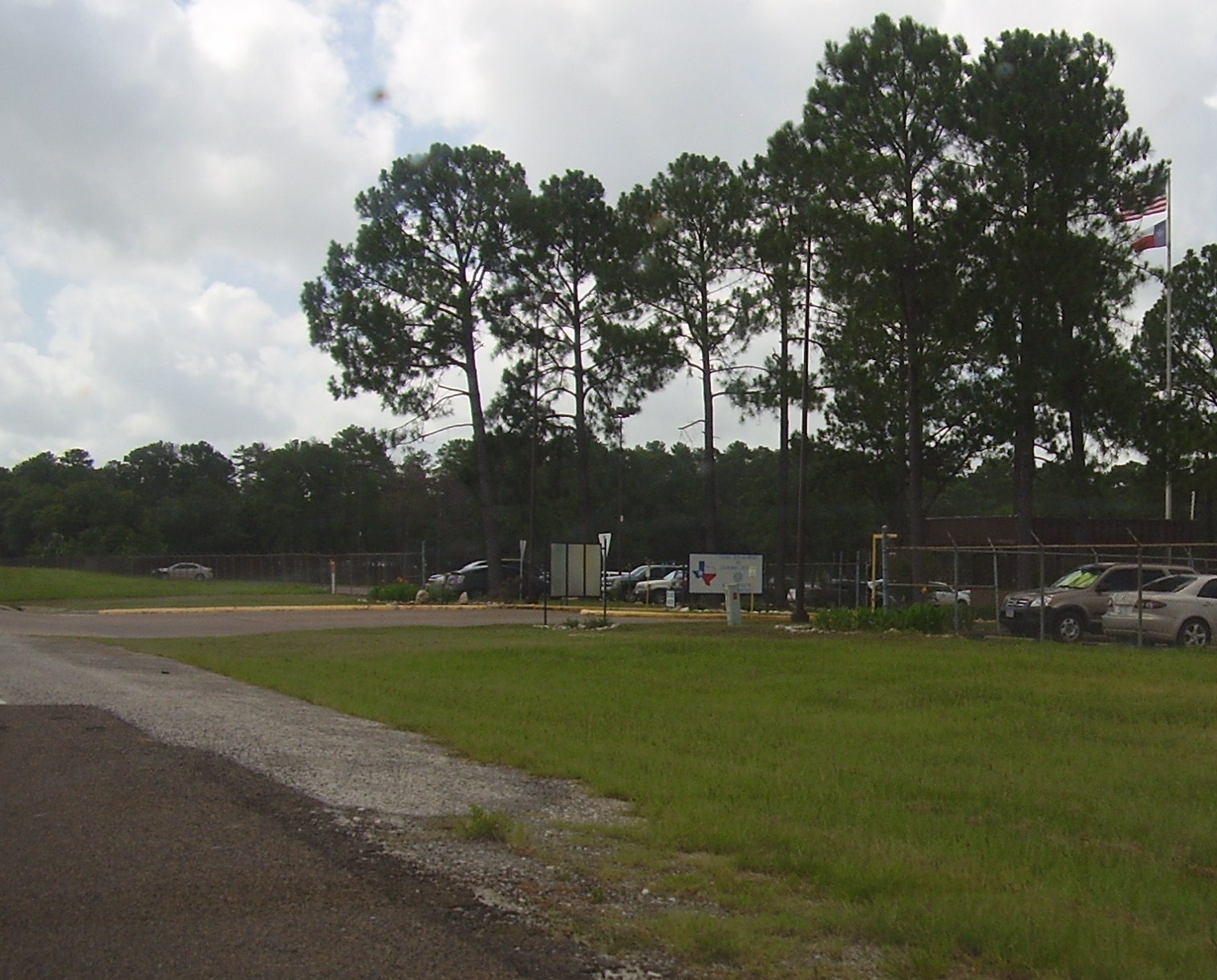
La sede administrativa del Departamento de Justicia Criminal de Texas